# Tuinder

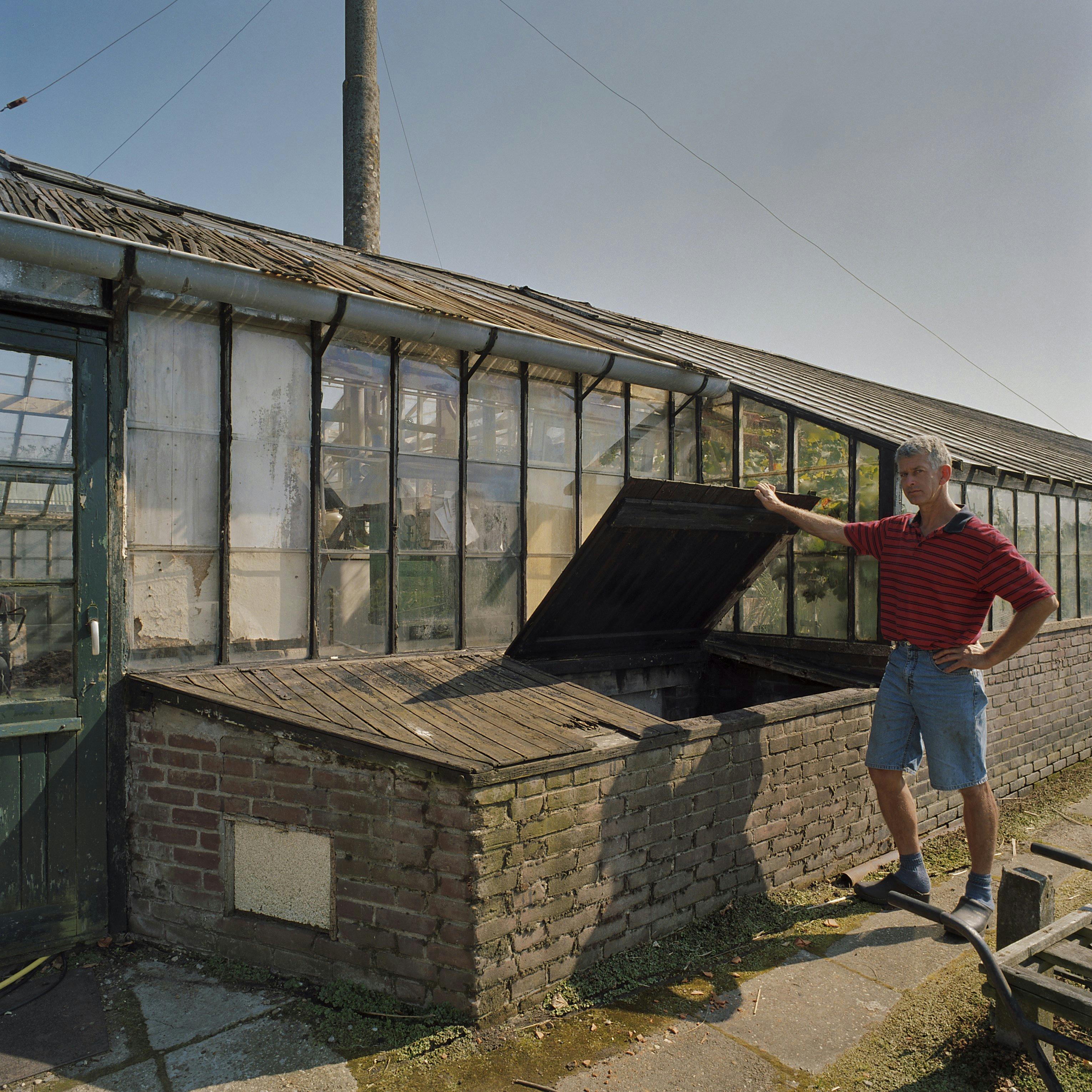
Glastuinder poseert bij het deel van zijn bedrijf dat nog uit de jaren 1950 stamt

Een tuinder is een landbouwer die beroepsmatig aan tuinbouw doet en vaakt woont op de plaats van hun bedrijf. Synoniemen zijn teler, horticulturist (in Nederland) of kweker (in België). Oude benamingen zijn warmoezenier (afgeleid van warmoes, een oud woord voor groente) en hovenier. Tegenwoordig staat hovenier voor iemand die beroepsmatig siertuinen en groenvoorzieningen aanlegt en onderhoudt (synoniem is tuinman, -vrouw of tuinier). Tuinieren duidt dan weer op niet-beroepsmatig groenten verbouwen voor eigen gebruik in een eigen tuin of volkstuin.

## Opleiding
Toekomstige tuinders volgen vaak agrarisch onderwijs. Het beheer van het bedrijf is na de schaalvergrotingen in het laatste kwart van de twintigste eeuw een belangrijk aspect geworden van het tuindersberoep. Naast het succesvol kweken van hun planten moeten tuinders zich bezighouden met personeelsbeheer, voldoen aan steeds veranderende milieuvoorschriften, en in sommige gevallen zelf hun producten op de markt brengen (als ze niet verkopen via een groente- en fruitveiling). Ze moeten ook de juiste teeltkeuzes maken, zoals het kweken van planten die goed in de markt liggen in de juiste potmaat. Bovendien moeten ze nauwgezet letten op de kostprijs en het rendement.